# Papus (germà de Joan Troglita)
Papus (en llatí: Pappus) va ser un oficial de l'exèrcit romà d'Orient del segle VI d'origen traci, fill d'Evantes i germà del general Joan Troglita. El 533, figura entre els quatre comandants enviats per Belisari contra el Regne Vàndal; juntament amb Rufí, Aigan i Barbat. A la batalla de Tricamàrum, va dirigir part de la cavalleria de l'ala esquerre. Sembla que va morir subitament, per causes naturals, quan era jove. La seva mort va ser lamentada en uns versos pronunciats per Corip quan Joan Troglita va arribar a Capute Vera el 546. En aquests versos s'evocava el coratge i la proesa marcial de Papus.